# うちエコ診断士
うちエコ診断士（うちえこしんだんし）とは、環境省の家庭エコ診断制度に基づいて、同省が作成した「うちエコ診断ソフト」を利用して、個人の家庭における省エネ対策やCO2対策を診断することで、各家庭の現状に合わせて省エネに関する助言や提案ができる、環境省認定の公的資格である。2019年までは、診断を行なわずに省エネに関する知識を有することを証明できるうちエコ相談員という、同じく環境省の公的資格の認定試験も行なわれたが、2020年以降は相談員の認定試験は実施されなくなった（すでに相談員としての資格を取得している場合は引き続き有効である）。

## 資格の取得
資格試験
2019年までは、学科試験と、それに合格したものだけが受験できる実技試験により、合格者が決定した。学科試験はマークシート方式で、実技試験は実際にうちエコ診断ソフトを使用して、試験官の前で家庭エコ診断の受診家庭役の人物に聞き取りなどを行ないながら、実際に診断を行なって合否を判定した。2020年以降は、解答用紙などの紙を使わずに、試験会場のコンピューターを使用して実施するCBT方式の試験による、2学科の試験のみで合否を判定する方式へ変更となった。
試験内容
| 科目        | 分野                                      |
| ----------- | ----------------------------------------- |
| 学科1(90分) | (1)地球温暖化問題                         |
| 学科1(90分) | (2)国際的な動向                           |
| 学科1(90分) | (3)日本の現状と動向                       |
| 学科1(90分) | (4)家庭部門における二酸化炭素の排出状況   |
| 学科1(90分) | (5)家庭における地球温暖化防止対策の理解   |
| 学科2(90分) | (6)家庭エコ診断制度                       |
| 学科2(90分) | (7)個人情報・消費者問題・倫理規程         |
| 学科2(90分) | (8)うちエコ診断士のスキルと診断のポイント |
| 学科2(90分) | (9)うちエコ診断の流れとストーリー         |

試験実施機関
一般社団法人地球温暖化防止全国ネット

## 資格取得後
うちエコ診断士として診断行為を行なうためには、資格取得後に必ず家庭エコ診断制度運営事務局に認定されたうちエコ診断実施機関への登録が必要になる。機関へ登録することでうちエコ診断ソフトの使用が可能となり、はじめて診断を行なうことができる。なお、うちエコ診断実施機関への登録には、各実施機関による独自の登録要件が存在する場合があるので、確認が必要である。